# Диктис (пьеса)
«Диктис» (др.-греч. Δίκτυς) — трагедия древнегреческого драматурга Еврипида на сюжет, связанный с мифами о Персее. Была впервые поставлена на сцене в 431 году до н. э. вместе с трагедиями «Медея» и «Филоктет» и сатировской драмой «Жнецы». Текст «Диктиса» полностью утрачен. Его продолжением стала трагедия «Даная», тоже утраченная.
Заглавный герой пьесы — рыбак с острова Сериф, который спас Данаю с младенцем Персеем и воспитал ребёнка. На драматических состязаниях цикл Еврипида, в который входил «Диктис», занял только третье место — после пьес Евфориона и Софокла.